# Roberto Gualtieri
Roberto Gualtieri (Roma, 19 luglio 1966) è un politico e storico italiano, sindaco di Roma e della città metropolitana dal 21 ottobre 2021.
Dal 7 giugno 2009 al 5 settembre 2019 è stato deputato europeo del Partito Democratico e dal 2014 al 2019 ha presieduto la commissione per i problemi economici e monetari del Parlamento europeo. È stato ministro dell'economia e delle finanze dal 5 settembre 2019 al 13 febbraio 2021, nel governo Conte II; dal 1º marzo 2020 al 4 novembre 2021 è stato anche deputato nazionale.

## Biografia
Dopo aver frequentato il liceo classico Ennio Quirino Visconti della capitale ed essersi laureato in storia contemporanea, ha conseguito il dottorato di ricerca in scienze storiche alla Scuola Superiore di Studi Storici di San Marino. È professore associato di storia contemporanea all'Università di Roma "La Sapienza" ed è stato vicedirettore della Fondazione Istituto Gramsci. È autore di numerosi libri ed articoli sulla storia italiana e internazionale del XX secolo e sul processo di integrazione europea. Collabora a diversi quotidiani e riviste e ha diretto il Rapporto annuale sull'integrazione europea per l'editore Il Mulino.

## Attività politica
Iscritto alla Federazione Giovanile Comunista Italiana; nel 1985 ha preso la tessera del Partito Comunista Italiano. In seguito ha militato per anni nel Partito Democratico della Sinistra e nei Democratici di Sinistra: ha fatto parte prima della segreteria di Roma e poi del consiglio nazionale, prima di contribuire a redigere il Manifesto per il Partito Democratico e di entrare nella direzione del Partito nel 2008. Ex dalemiano, faceva parte della corrente del PD Giovani turchi, costituita per lo più da parlamentari quarantenni e facenti parte dell’ala più a sinistra del partito.
Membro della segreteria romana dei DS tra il 2001 e il 2006, nell'ottobre dello stesso anno è stato uno dei tre relatori del convegno di Orvieto che ha dato il via alla costruzione del nuovo partito e in seguito ha fatto parte della commissione di "saggi" nominata da Romano Prodi che ha redatto il "Manifesto" per il Partito Democratico. Nel 2007 viene eletto all'Assemblea nazionale del Partito Democratico, nel 2008 entra a far parte della Direzione nazionale, dove è stato rieletto nel gennaio 2014.

### Elezione a europarlamentare

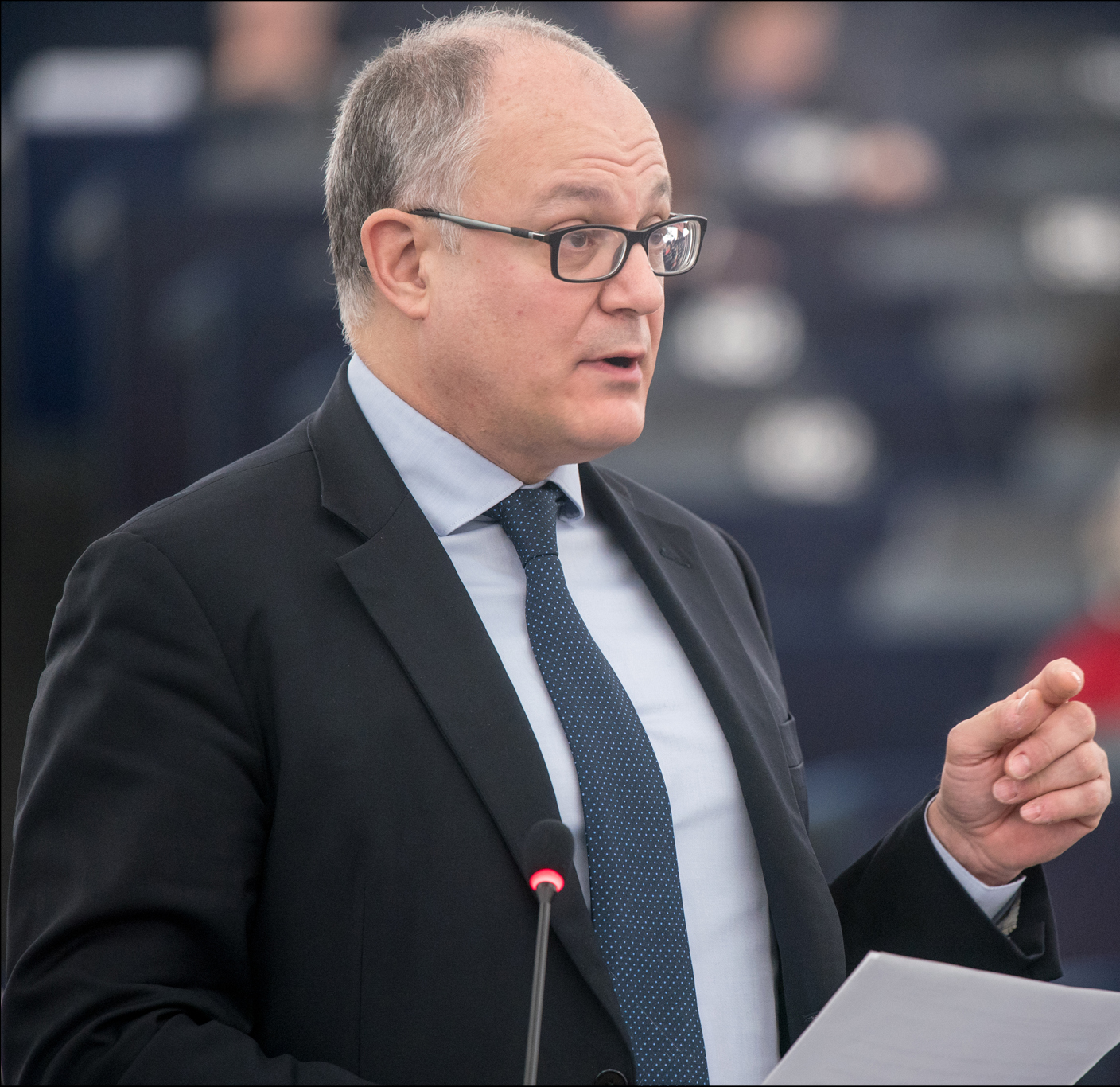
Gualtieri durante un intervento al Parlamento europeo nel 2019.

Alle elezioni europee del 2009 si candida al Parlamento europeo, tra le liste del PD nella circoscrizione Italia centrale, risultando eletto europarlamentare. Nella VII legislatura è stato membro della Commissione per gli Affari Costituzionali (AFCO) e della Sottocommissione per la sicurezza e la difesa (SEDE), dov'è stato relatore sullo sviluppo della politica di sicurezza e di difesa comune a seguito dell'entrata in vigore del trattato di Lisbona, in cui ha ricoperto l'incarico di coordinatore per il Gruppo dei Socialisti e Democratici (S&D), oltreché membro sostituto della Commissione per gli Affari Esteri (AFET) e della Commissione per i Bilanci (BUDG), in cui ha ricoperto l'incarico di relatore permanente per il bilancio sulla PESC..
Nel 2010 è stato nominato negoziatore per i S&D sull'istituzione del servizio europeo per l'azione esterna, insieme al tedesco Elmar Brok (PPE) e il belga Guy Verhofstadt (ALDE). È stato inoltre co-relatore in commissione BUDG, insieme al romeno László Surján (PPE), del bilancio rettificativo 6/2010 relativo all'istituzione del SEAE.
Nel 2011 è stato relatore, insieme al tedesco Elmar Brok (PPE), del progetto di decisione del Consiglio europeo che ha modificato l'articolo 136 del trattato sul funzionamento dell'Unione europea relativamente al meccanismo europeo di stabilità per gli stati membri UE della zona euro.
Alla fine del 2011 è stato nominato (con Brok, Guy Verhofstadt e Daniel Cohn-Bendit) membro della squadra che ha negoziato a nome del Parlamento europeo il Trattato sulla stabilità, sul coordinamento e sulla governance nell'Unione economica e monetaria (il cosiddetto "Patto di bilancio europeo").
Dal 2012 ha ricoperto l'incarico di coordinatore per il gruppo S&D nella Commissione Affari Costituzionali. È stato inoltre nominato membro sostituto della Commissione Affari economici e monetari (ECON) e membro titolare della Delegazione parlamentare per le relazioni con il Consiglio legislativo palestinese (DPLC). In commissione Affari costituzionali, è stato co-relatore (con il deputato PPE Rafal Trzaskowski) sulla composizione del Parlamento europeo in vista delle elezioni del 2014.

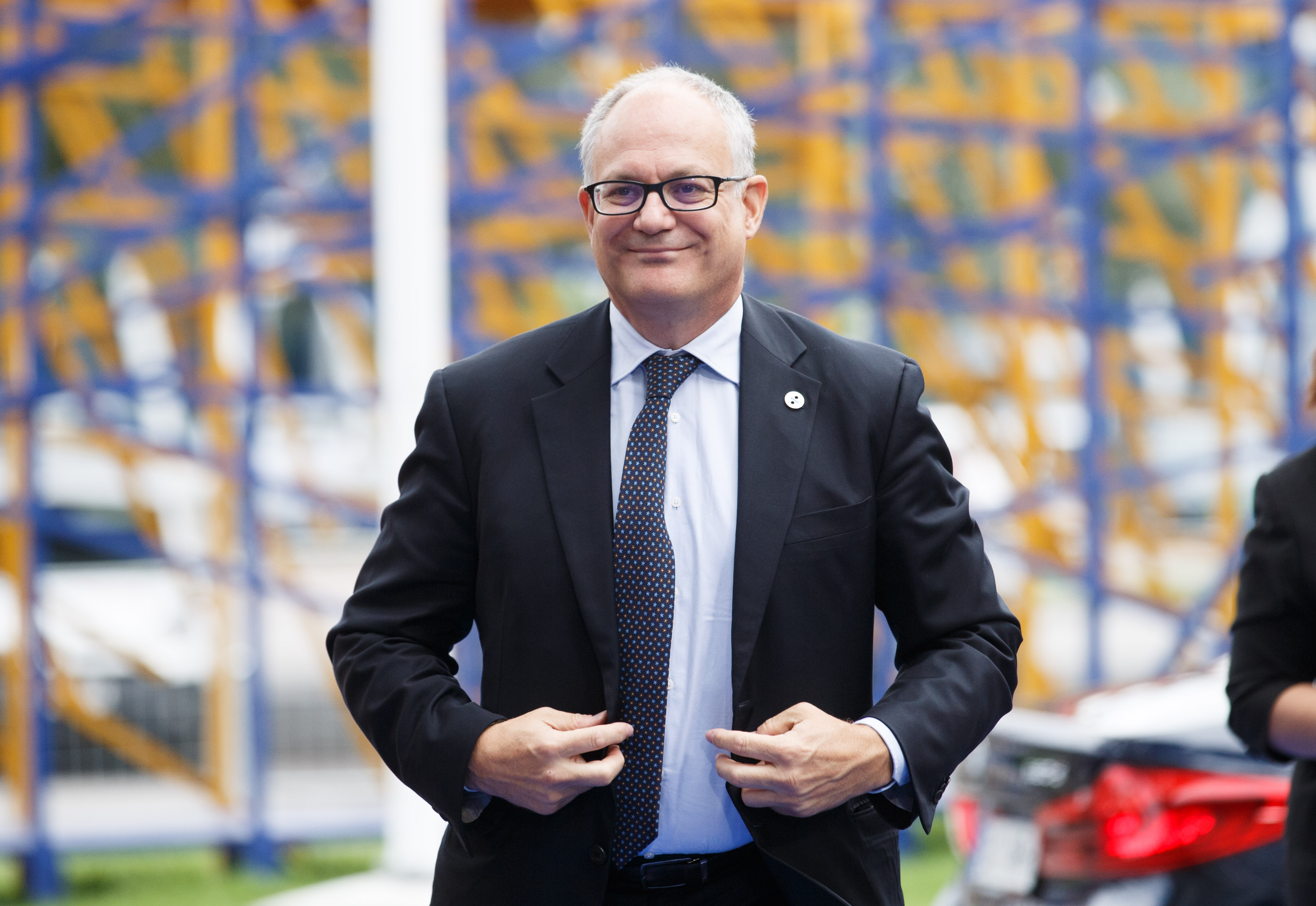
Gualtieri in Estonia nel 2017.

Ad ottobre 2012 è stato nominato sherpa (negoziatore) del Parlamento europeo, insieme a Elmar Brok, Guy Verhofstadt e Daniel Cohn-Bendit, presso il gruppo di lavoro istituito dal presidente del Consiglio europeo Herman Van Rompuy per la riforma dell'Unione economica e monetaria.
Nel 2013 è stato co-relatore con Rafał Trzaskowski sulla Relazione sui Problemi Costituzionali della Governance Multilivello nell'Unione Europea. Nello stesso anno, con Elmar Brok, Verhofstaft, Cohn-Bendit, Andrew Duff e Jo Leinen ha partecipato all'elaborazione del nuovo Trattato per l'Unione europea promosso dal Gruppo Spinelli, di cui è membro.

### Rielezione al Parlamento europeo
A seguito della sua rielezione a deputato europeo, il 7 luglio 2014 è stato eletto presidente della Commissione per i problemi economici e monetari. Relatore di numerosi provvedimenti, tra cui la relazione annuale sull'Unione bancaria, vari regolamenti sulle statistiche, le nomine ai vertici di Bce, Srb, Eba, Esma, Eiopa, Efsi, gli Npl e il nuovo programma InvestEu, è molto impegnato nel coordinamento dell'attività della Commissione Econ nell’ambito della regolamentazione dei mercati finanziari presiedendo tutti i triloghi legislativi.

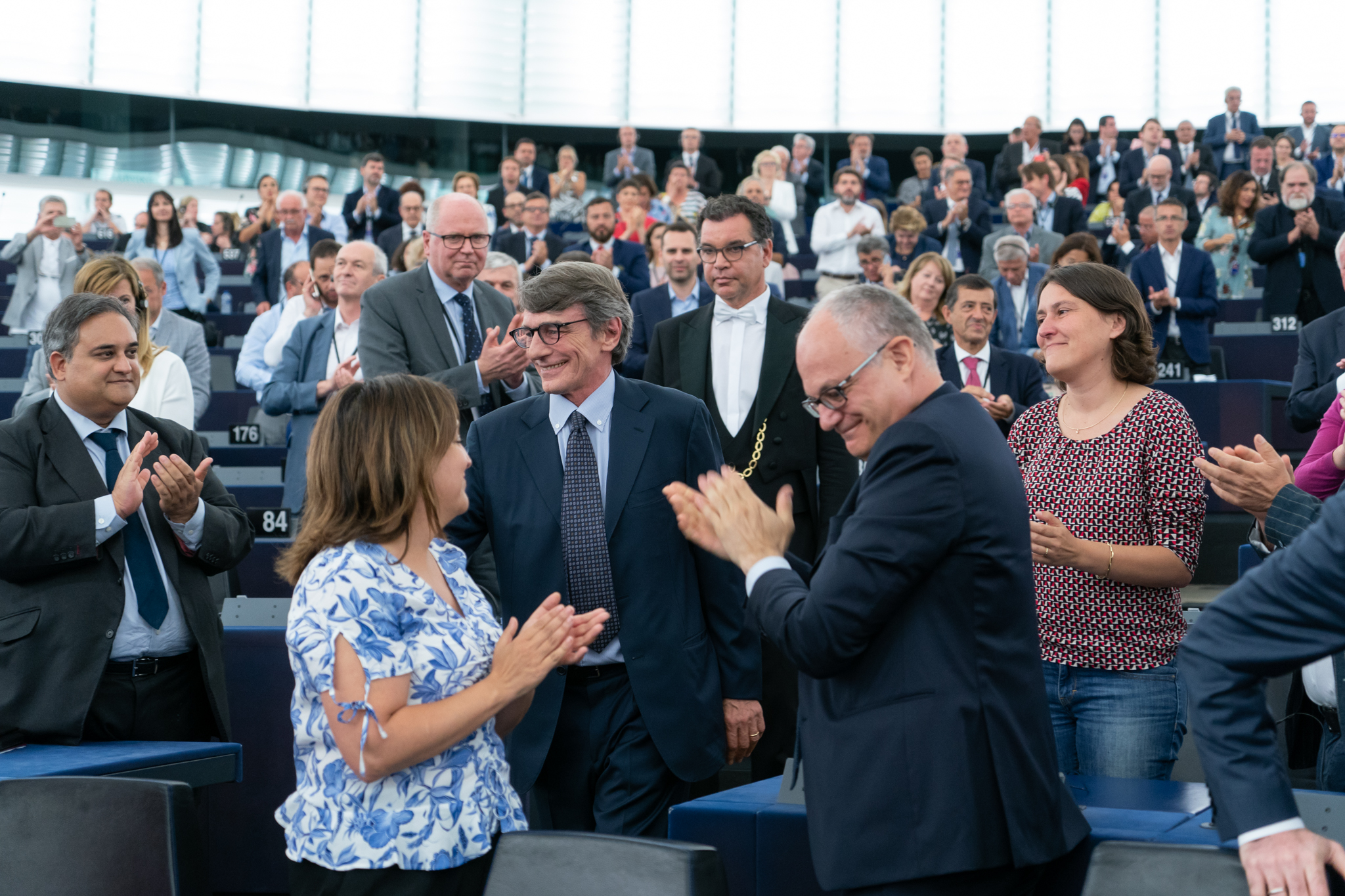
Gualtieri (in prima fila sulla destra) applaude per l’elezione del Presidente del Parlamento Europeo David Sassoli

Nel 2017 è stato nominato dalla Conferenza dei Presidenti membro del Brexit Steering Group – in rappresentanza del gruppo dei Socialisti e Democratici –, incaricato di seguire i negoziati Brexit per conto del Parlamento Europeo e coordinato da Guy Verhofstadt. Nell'ambito del Brexit Steering Group partecipa anche, insieme a Guy Verhofstadt e Elmar Brok, agli incontri degli sherpa del Consiglio Europeo sulla Brexit. Presiede il Financial Assistance Working Group, istituito nel 2016 dal Parlamento europeo per monitorare l'implementazione del programma di aiuti alla Grecia e future possibili programmi, e il Banking Union Working Group.
È molto attivo con discorsi e conferenze nel dibattito europeo sul futuro dell'Unione Economica e Monetaria, il completamento dell'Unione Bancaria e l’istituzione dell'Unione dei Mercati dei Capitali.
Nel 2016 il magazine Politico, che lo ha definito uno dei legislatori più efficienti dell’intero Parlamento, lo ha collocato tra gli otto deputati più influenti del Parlamento europeo.
Nel corso del suo mandato ha presieduto il numero record di 157 triloghi (le negoziazioni inter-istituzionali tra Commissione, Parlamento e Consiglio per definire le norme europee).

### Vicepresidente del Gruppo Socialisti & Democratici
Alle elezioni europee del 2019 si ricandida al Parlamento europeo, tra le liste del Partito Democratico - Siamo Europei nella circoscrizione Italia centrale, venendo rieletto europarlamentare come ultimo degli eletti con 66.965 preferenze (in seguito alla rinuncia di Pietro Bartolo al seggio ottenuto nell'Italia centrale per accettazione dello stesso del seggio parimenti ottenuto nella circoscrizione Italia insulare)..
Durante la fase di costituzione del nuovo parlamento europeo ha fatto parte della commissione di 40 parlamentari provenienti dalla diverse forze politiche, che hanno stabilito l'agenda parlamentare per il quinquennio, sarà l'unico italiano a parteciparvi..
Il 2 luglio 2019 diventa vicepresidente del Gruppo Socialisti & Democratici, mentre il 10 luglio successivo viene confermato alla guida della Commissione per i problemi economici e monetari del Parlamento europeo.

### Ministro dell'economia e delle finanze
Con la formazione del governo di Giuseppe Conte sostenuto da PD, Movimento 5 Stelle e Liberi e Uguali, il 4 settembre 2019 viene indicato quale ministro dell'economia e delle finanze. Il giorno successivo giura nelle mani del Presidente della Repubblica Sergio Mattarella al Quirinale come ministro nel governo Conte II, succedendo a Giovanni Tria. Contestualmente si dimette da europarlamentare, a cui subentra Nicola Danti.
Intervenendo al meeting informale dei ministri delle finanze di Europa, come primo atto del suo mandato ha aderito alla Coalizione dei ministri finanziari per la lotta al cambiamento climatico.
Il 16 ottobre 2019, alle 4.35 di notte, il Consiglio dei ministri, dopo 5 ore di riunione, approva la legge di bilancio e il decreto fiscale collegato alla manovra finanziaria. Tra i principali provvedimenti vi è un inasprimento delle pene per i grandi evasori e l'introduzione del cosiddetto piano Cashless, con l’obiettivo di aumentare i pagamenti elettronici anche attraverso l'introduzione di sanzioni per la mancata accettazione dei pagamenti con carte di credito o carta di debito.

### Deputato alla Camera

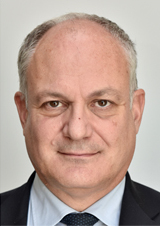
Foto di Gualtieri alla Camera

A seguito delle dimissioni da deputato di Paolo Gentiloni (nominato commissario europeo per gli affari economici e monetari nella commissione von der Leyen), si sono rese necessarie elezioni suppletive per colmare il seggio del collegio uninominale Lazio 1 - 01 rimasto vacante. Il 26 gennaio 2020 Gualtieri è stato indicato quale candidato sostenuto dalla coalizione di centro-sinistra (PD-IV-EV-Art.1-SI-PSI-DemoS) per l'elezione suppletiva del successivo 1º marzo, nella quale è risultato eletto con il 62,2% dei voti, entrando in carica il 4 marzo.
Ha rassegnato le dimissioni da deputato il 4 novembre 2021, a seguito della sua elezione a sindaco di Roma, rendendo quindi necessarie nuove elezioni suppletive. È stata la prima volta in cui vi sono state due elezioni suppletive per il medesimo collegio in un'unica legislatura.

### Sindaco di Roma
Il 9 maggio 2021 annuncia di volersi candidare a sindaco di Roma in vista delle elezioni amministrative di ottobre e il 20 giugno vince le primarie del centro-sinistra con il 60,64% dei voti pari a 28.561 preferenze, diventando così il candidato sindaco sostenuto, oltre che dal PD, da una propria lista civica, Europa Verde, DemoS, Sinistra Civica Ecologista (progetto promosso da Stefano Fassina, Articolo Uno e Sinistra Italiana), Roma Futura e PSI. Al primo turno ottiene il 27,03% dei voti ed accede al ballottaggio contro il candidato di centro-destra Enrico Michetti, forte del 30,14% dei consensi; al ballottaggio Gualtieri supera Michetti con il 60,15% dei voti, venendo eletto sindaco ed entrando in carica il 21 ottobre.
Il 3 novembre presenta la sua giunta e si insedia ufficialmente in Campidoglio.
È stato nominato commissario straordinario dal governo Draghi per assicurare gli interventi funzionali alle celebrazioni del Giubileo del 2025 nell'ambito del territorio di Roma Capitale; inoltre ha promosso, presso l'Esposizione universale di Dubai, la candidatura di Roma ad ospitare l'Expo 2030.
In seguito al superamento dei limiti di concentrazione di alcune sostanze inquinanti nell'aria della capitale, sotto la presidenza di Gualtieri la Giunta capitolina a partire dall'autunno del 2022 ha adottato una serie di delibere che hanno vietato la circolazione ai veicoli più vecchi (fino all'euro 2 per le auto a benzina, fino all'euro 3 per le auto a gasolio), all'interno della cosiddetta ZTL fascia verde, estesa a più di 200 chilometri quadrati. Il provvedimento ha suscitato proteste da parte dei partiti di opposizione e di comitati di automobilisti.
Il 12 settembre 2024, viene eletto per acclamazione, presidente di ALI (Autonomie Locali Italiane).

## Vita privata
Sposato e con un figlio; vive nel quartiere di Monteverde Vecchio. È anche un abile chitarrista di bossa nova.

## Opere
- Togliatti e la politica estera italiana. Dalla Resistenza al trattato di pace, 1943-1947, Roma, Editori Riuniti, 1995. ISBN 88-359-3916-X.
- Curatela di Massimo D'Alema, La sinistra nell'Italia che cambia, Milano, Feltrinelli, 1997. ISBN 88-07-47013-6.
- Introduzione alla storia contemporanea. L'Europa nel mondo del XX secolo, Roma, Carocci, 2001. ISBN 88-430-1798-5.
- Il PCI nell'Italia repubblicana, 1943-1991, a cura di, Roma, Carocci, 2001. ISBN 88-430-2052-8.
- L'8 settembre dei partiti. Alle origini della democrazia italiana, Roma, Nuova iniziativa editoriale, 2003.
- Il PCI tra solidarietà nazionale e alternativa democratica nelle lettere e nelle note di Antonio Tatò a Enrico Berlinguer, in L'Italia repubblicana nella crisi degli anni Settanta. Atti del ciclo di convegni, Roma novembre e dicembre 2001, IV, Sistema politico e istituzioni, a cura di Gabriele De Rosa e Giancarlo Monina, Soveria Mannelli, Rubbettino, 2003. ISBN 88-498-0753-8.
- Curatela di Alcide De Gasperi, Discorsi sull'Europa, Roma, Nuova iniziativa editoriale, 2004.
- L'Italia dal 1943 al 1992. DC e PCI nella storia della Repubblica, Roma, Carocci, 2006. ISBN 88-430-3737-4.
- La nascita della repubblica. Dibattito politico e transizione istituzionale (1943-1946), in 1945-1946. Le origini della Repubblica, II, Questione istituzionale e costruzione del sistema politico democratico, a cura di Giancarlo Monina, Soveria Mannelli, Rubbettino, 2007. ISBN 978-88-498-1861-1.
- Togliatti nel suo tempo, a cura di e con Carlo Spagnolo e Ermanno Taviani, Roma, Carocci, 2007. ISBN 978-88-430-4184-8.
- L'Unione europea e il governo della globalizzazione. Rapporto 2008 sull'integrazione europea, a cura di e con Ferruccio Pastore, Bologna, il Mulino, 2008. ISBN 978-88-15-12543-9.
- L'Europa e la Russia a vent'anni dall'89. Rapporto 2009 sull'integrazione europea, a cura di e con José Luis Rhi-Sausi, Bologna, il Mulino, 2009. ISBN 978-88-15-13165-2.
- Pensare la politica. Scritti per Giuseppe Vacca, a cura di e con Francesco Giasi e Silvio Pons, Roma, Carocci, 2009. ISBN 978-88-430-4998-1.
- Hub globale, trincea o pantano? Il futuro del Mediterraneo e il ruolo dell'Europa. Rapporto 2010 sull'integrazione europea, a cura di e con José Luis Rhi-Sausi, Bologna, il Mulino, 2010. ISBN 978-88-15-13799-9.
- La difesa comune europea dopo il Trattato di Lisbona. Rapporto 2011 sull'integrazione europea, a cura di e con José Luis Rhi-Sausi, Bologna, il Mulino, 2011. ISBN 978-88-15-15030-1.
- Il caso Moro, gli intellettuali e la crisi della Repubblica. Norberto Bobbio, Rosario Romeo e Augusto Del Noce, in Gli intellettuali nella crisi della Repubblica, 1968-1980, a cura di Ermanno Taviani e Giuseppe Vacca, Roma, Viella, 2016. ISBN 978-88-6728-729-1.